# Victoire de la révélation scène
La Victoire de la révélation scène est une récompense musicale française décernée annuellement lors des Victoires de la musique à partir de 2024. Elle vient primer le meilleur groupe ou artiste interprète révélé sur scène dans l'année, selon les critères d'un collège de professionnels
Cette récompense était déjà de 2001 à 2020 sous la dénomination Victoire du groupe ou artiste révélation scène.

## Palmarès

### Années 2000
- 2001 : St Germain
- 2002 : Le Peuple de l'Herbe
- 2003 : Sanseverino
- 2004 : Kyo
- 2005 : La Grande Sophie
- 2006 : Camille
- 2007 : Grand Corps Malade
- 2008 : Renan Luce
- 2009 : BB Brunes

### Années 2010
- 2010 : Izïa
- 2011 : Ben l'Oncle Soul
- 2012 : Brigitte
- 2013 : C2C
- 2014 : Woodkid
- 2015 : Benjamin Clementine
- 2016 : Hyphen Hyphen
- 2017 : L.E.J
- 2018 : Gaël Faye
- 2019 : Clara Luciani

### Années 2020
- 2020 : Suzane
- 2021-2023 : Non décerné
- 2024 : Zaho de Sagazan[1]
- 2025 : Yoa